# Championnat d'Amérique du Sud féminin de volley-ball 1964
Navigation
Édition précédente Édition suivante
Le 6e championnat d'Amérique du Sud de volley-ball féminin s'est déroulé en 1964 à Buenos Aires, Argentine. Il a mis aux prises les quatre meilleures équipes continentales.

## Équipes présentes
Il est à noter l'absence du Brésil.
- Argentine
- Paraguay
- Pérou
- Uruguay

## Classement final
| Place              | Équipe    |
| ------------------ | --------- |
| Médaille d'or      | Pérou     |
| Médaille d'argent  | Paraguay  |
| Médaille de bronze | Argentine |
| 4                  | Uruguay   |